# カムザン県
カムザン県（カムザンけん、ベトナム語：Huyện Cẩm Giang / 縣錦江?）は、ベトナム社会主義共和国ハイズオン省の県である。ハイズオン市のすぐ西に位置する。

## 行政区画
以下の2市鎮15社を管轄する。
- ライカック市鎮（Lai Cách / 來格）
- カムザン市鎮（Cẩm Giang / 錦江）
- カムディエン社（Cẩm Điền / 錦田）
- カムドアイ社（Cẩm Đoài / 錦兌）
- カムドン社（Cẩm Đông / 錦東）
- カムホアン社（Cẩm Hoàng / 錦黃）
- カムフン社（Cẩm Hưng / 錦興）
- カムフック社（Cẩm Phúc / 錦福）
- カムヴァン社（Cẩm Văn / 錦文）
- カムヴー社（Cẩm Vũ / 錦武）
- カオアン社（Cao An / 高安）
- ディンソン社（Định Sơn / 定山）
- ドゥクチン社（Đức Chính / 德政）
- ルオンディエン社（Lương Điền / 良田）
- ゴクリエン社（Ngọc Liên / 玉蓮）
- タンチュオン社（Tân Trường / 新場）
- タックロイ社（Thạch Lỗi / 石磊）